# The Open Championship 1875
The Open Championship 1875 var en golfturnering afholdt i Prestwick Golf Club i Prestwick, Skotland fredag den 10. september 1875 og arrangeret i fællesskab af Prestwick Golf Club, Royal and Ancient Golf Club of St Andrews og Honourable Company of Edinburgh Golfers. Turneringen var den 15. udgave af The Open Championship, og det var 13. gang at Prestwick Golf Club lagde græs til mesterskabet. 18 spillere, 16 professionelle og to amatører, deltog i turneringen, som blev afviklet som en slagspilsturnering over tre runder på Prestwick Golf Clubs 12-hullersbane.
Titlen blev vundet Willie Park, Sr. fra Musselburgh, to slag foran Bob Martin og yderligere tre slag foran den forsvarende mester Mungo Park, som i øvrigt var lillebror til vinderen. Willie Park, Sr. vandt dermed sin fjerde og sidste Open-titel – de tre første blev vundet i 1860, 1863 og 1866.

## Resultater
| Plac. | Spillere            | Score (slag) | Score (slag) | Score (slag) | Score (slag) |
| Plac. | Spillere            | 1.runde      | 2.runde      | 3.runde      | Total        |
| ----- | ------------------- | ------------ | ------------ | ------------ | ------------ |
| 1.    | Willie Park, Sr.    | 56           | 59           | 51           | 166          |
| 2.    | Bob Martin          | 56           | 58           | 54           | 168          |
| 3.    | Mungo Park          | 59           | 57           | 55           | 171          |
| 4.    | Bob Ferguson        | 58           | 56           | 58           | 172          |
| 5.    | James Rennie        | 61           | 59           | 57           | 177          |
| 6.    | Davie Strath        | 59           | 61           | 58           | 178          |
| 7.    | Tom Carson          |              |              |              | 181          |
| 7.    | Bob Pringle         | 62           | 58           | 61           | 181          |
| 9.    | William Doleman (a) | 65           | 59           | 59           | 183          |
| 9.    | Hugh Morrison       | 62           | 59           | 62           | 183          |
| 11.   | John Campbell       | 57           | 66           | 63           | 186          |
| 12.   | Neil Boon           | 67           | 60           | 62           | 189          |
| 13.   | James Guthrie       | 63           | 64           | 66           | 193          |
| 14.   | Matthew Allan       | 67           | 65           | 62           | 194          |
| 15.   | James Boyd          | 67           | 65           | 63           | 195          |
| 16.   | Nicol Patrick       |              |              |              | –            |
| 17.   | R. Balfour          |              |              |              | –            |
| 17.   | William Hunter (a)  |              |              |              | –            |